# Max Meazza
Max Meazza (Milano, 19 maggio 1952) è un cantautore, compositore di rock classico, blues e jazz italiano, fondatore del gruppo Pueblo insieme al chitarrista blues Claudio Bazzari e al chitarrista Fabio Spruzzola.

## Pueblo
Nel 1974 la band viene scoperta dai F.lli La Bionda i quali decidono di farli incidere dei provini ai mitici studi Apple (Beatles) a Londra in Savile Row. Subito dopo la Polydor li mette sotto contratto ed esce il singolo "Mariposa" (50 000 copie vendute), brano scritto da Max Meazza e da Michelangelo La Bionda.
Il singolo viene trasmesso molto da trasmissioni radiofoniche come Alto Gradimento di Renzo Arbore e Gianni Boncompagni, da Pop off, da Radio Milano International e dalle radio libere dell'epoca; in questo periodo i Pueblo sono spesso ospiti della trasmissione Tv di Montecarlo condotta da Jocelyn insieme ad artisti della stessa casa discografica come Fabio Concato ecc...
IL successo di vendite e di critica porta Max e i Pueblo ad incidere un album che porta il nome del gruppo la copertina del disco viene affidata al fotografo Cesare Monti (Battisti) e al grafico Mario Convertino. Dall'album viene estratto il nuovo singolo "Song Girl" scritto da Max Meazza anche questa canzone sarà molto trasmessa in radio e in questo periodo i Pueblo partecipano alla trasmissione RAI Tv "Adesso Musica" a Roma presentata da Vanna Brosio. Hanno grande successo con il retro del 45 giri "Rio Hondo" un brano molto rock scritto da Max Meazza presentato a "L'altro Mondo" di Rimini in uno spettacolo con Raffaella Carrà durante la manifestazione l'organizzazione premia Max Meazza con il telegatto di TV Sorrisi e Canzoni.
Il gruppo parte in tour in Italia insieme a "Le Orme" suonando in tutti i teatri delle maggiori città aprendo i concerti per la band "progressive" italiana con tre voci e tre chitarre acustiche la formazione ricorda molto quella degli "America" e di "Crosby Stills Nash" e i Pueblo vengono chiamati gli Eagles italiani.
I Pueblo nel 1977 incidono un nuovo singolo "Long Knife Jackson" e partecipano suonando dal vivo alla trasmissione televisiva di Renzo Arbore "L'Altra Domenica" con Ellade Bandini alla batteria e Paolo Donnarumma al basso.
Alla fine dell'anno Max Meazza decide di sciogliere il gruppo e di intraprendere la carriera solista andando a Monaco di Baviera con la produzione dei La Bionda incide un singolo per l'etichetta Ariola "Boulevard/ Dominica".
Tornato in Italia comincia le registrazione del suo primo album solista al quale partecipano molti grandi musicisti italiani come Walter Calloni, Massimo Spinosa, Stefano Pulga, Amedeo Bianchi, Claudio Bazzari come coriste Noemi Hackett, Rossana Casale ecc...
L'album intitolato " Shaving the Car" (1981) viene pubblicato dall'etichetta Appaloosa che annoverà nel roster solo artisti inglesi e americani (Blues Band / Peter Rowan / Skip Battin (Byrds) ecc.
Seguono per l'etichetta altri due L.P. : "Personal Exile" con ospite Skip Battin bassista dei Byrds
e "Better Late Than Never" quest'ultimo con musicisti quasi interamente jazz come Paolo Fresu Attilio Zanchi Tiziano Tononi l'album contiene l'hit "Two Weeks in Rio" (il video viene trasmesso ai tempi da Videomusic) che vede un duetto con la voce femminile di Isabella Pinucci.
Trascorso il periodo Appaloosa il cantautore approda ell'etichetta "Solid Air" ed incide un altro album dal titolo "Nightime Call" (1986) con Tiziana Ghiglioni, Ferdinando Arnò, Amedeo Bianchi e nel brano "Angel of the Night" viene accompagnato dai "Flying Foxes" già "Volpini Volanti" prodotti da Claudio Fabi.
Dopo una pausa nel 1990 esce una compilation con inediti "Only Angels Have Wings" che contiene vari inediti e una collaborazione con il produttore ed ex "Nuovi Angeli" Mauro Paoluzzi nei brani "Cold as Ice" e "Key to Your Hearts".
Nel 1993 sempre per Solid Air viene pubblicato stavolta in formato cd l'album "Summer of 71" con Claudio Bazzari Massimo Colombo Giampiero Prina Roberto Colombo ecc.. che contiene una cover di "Highway Song" scritta da James Taylor.
Accolto da ottime recensioni in USA e Giappone il più recente album solista è "West Coast Hotel" su etichetta Desolation Angels (I.R.D.) con ospiti di prestigio come Tolo Marton, Paolo Fresu, Susy Wong, ecc.
In questo periodo (2007) il cantautore riprende i concerti dal vivo con l'aiuto dell'amico Lucio Bardi chitarrista di Francesco De Gregori.
Alla fine del 2009 Max Meazza si riunisce ai Pueblo e pubblica il cd "Race Against Destiny" con la partecipazione del chitarrista australiano Rob Tognoni nel brano "Down & Dirty" scritta dai "Bad Company" e quella del chitarrista jazz Gigi Cifarelli nel brano "Solid Air" scritta dallo scomparso cantautore scozzese John Martyn.
Nel 2013 viene pubblicato il cd "In Cold Blood" ancora con Pueblo Max Meazza & Pueblo con la partecipazione di Tony O'Malley (Arrival, Kokomo,10 cc) e Frank Collins (Bryan Ferry,Bob Dylan, Kokomo) nel brano "Black & White Generation" dedicato all'amico giornalista scomparso Ernesto de Pascale, la pre-produzione del disco è affidata a Lucio Bardi ( De Gregori Band ) con Enrico Ferraresi (Drums) Mauro Piu ( Bass ) Nick Fassi (Guitar) Nicola DeMontis (Guitar)
Nel 2015 esce in tutto il mondo,in Italia distribuito dalla I.R.D. il cd "Charlie Parker Loves Me" che prende il titolo dal brano omonimo scritto dal songwriter americano Marc Jordan che è anche la voce solista ed illustre ospite. Nella scaletta altri ospiti americani come il jazz singer Mark Winkler, che canta il suo brano "Forward Motion" suonato dal gruppo
GRP Pucci Bros., l'arrangiatore Marco Taggiasco produce il brano "Lost in L.A." scritto da Max Meazza, Nicola DeMontis suona le chitarre elettriche e arrangia "Laurie Bird" che vede alla viola Giulia Nuti brano dedicata all'attrice Laurie Bird morta suicida, compagna allora di Art Garfunkel e co-protagonista nel cult movie "Two Lane blacktop" con James Taylor e Dennis Wilson dei Beach Boys. Tra le canzoni del disco troviamo anche "She's A Lover" scritta da John Martyn con Paolo Faldi (Bass) Carlo Riboni (Keyboards) Martina Daga ( Sax ) Filippo Daga ( Trumpet ) Enrico Panicucci (Bass).  Il cd viene accolto molto bene soprattutto in Francia e in Giappone dove la P-Vine Records lo stampa in una lussuosa confezione e lo pubblica nel mercato giapponese, nella primavera del 2016 la stessa casa discografica sceglie un brano di Max Meazza "A Face In The Crowd" che viene inserito nella compilation "Light Mellow"  chiamata "For The Weekend" con artisti come Incognito, Mario Biondi, Chaka Khan
e numerosi altri.
Nel 2017 esce il nuovo CD "LA CALIFORNIE"  distribuito dalla I.R.D. e nel resto del mondo da CDBABY ....con la presentazione del compositore arrangiatore americano BEN SIDRAN ....artisti ospiti : Leonard Wolf ( Nashville ) , Amber Sweeney (Portland OR), Shannon Callihan (Nashville), Ben Babylon (Los Angeles) figlio del grande tastierista di ELTON JOHN GUY BABYLON ......l'album è stato realizzato negli studi di Firenze da NICOLA DEMONTIS e nello studio di LEONARD WOLF a Nashville.
Oltre a nuovi brani sono presenti cover di WANG CHUNG ( To Live And Die In L.A. ) , TOM JANS ( Loving Arms ) , BEN SIDRAN ( Mitsubishi Boy ) , JOASHUA KADISON ( Pictures Postcards From L.A. ) molti di queste canzoni sono in video su YOUTUBE.
Nel 2018 inizia la registrazione del nuovo album "Together Like A Car Crash " a Nashville negli studi dell'arrangiatore Leonard Wolf con la partecipazione di Alisa Joe
( Filadelfia) e Allie Keck ( Nashville ) ,le chitarre sono ancora affidate a Nicola Demontis,
L'album pubblicato nel 2019 da Desolation Angels  è disponibile solo in versione digitale su tutte le piattaforme ITunes , Spotify , CDBaby ecc.....

### Discografia

#### Pueblo Singles /  L.P.
1975  PUEBLO  Mariposa / Pasadena  (Polydor)
1975  PUEBLO / Pueblo  ( Polydor )  L.P.
1976  PUEBLO  Song Girl / Rio Hondo  (Polydor)
1999   PUEBLO    The Big Thunder   ( Solid Air )  CD
2010  MAX MEAZZA & PUEBLO  Race against Destiny (Desolation Angels) CD
2013  MAX MEAZZA & PUEBLO In Cold Blood (Desolation Angels) CD
2013  MAX MEAZZA & PUEBLO  The Long Goodbye (original version)
(Desolation Angels)
Digital Download CDBABY / ITUNES
2014 MAX MEAZZA & PUEBLO   Turn Around  (Desolation Angels)
Digital Download CDBABY  /  ITUNES
2016  PUEBLO  1974   Demo EP  (Desolation Angels)
Digital Download CDBABY  /   ITUNES
2019 MAX MEAZZA & PUEBLO  The Years Back (Desolation Angels)
Digital Download  CDBABY / ITUNES

#### Max Meazza
1981  Shaving The Car  ( Appaloosa ) L.P.
1982   Personal Exile  ( Appaloosa )  L.P.
1984  Better Late Than Never  ( Appaloosa ) L.P.
1986   Nightime Call  ( Solid Air )  L.P.
1990   Only Angels Have Wings  ( Solid Air )  CD
1993  Summer of 71   ( Solid Air )  CD
2006  MAX MEAZZA West Coast Hotel (Desolation Angels) CD
Featuring : PAOLO FRESU / TOLO MARTON / CLAUDIO BAZZARI /WALTER CALLONI
2008 MAX MEAZZA Highway 101 (Desolation Angels)
Digital Download CDBABY / ITUNES
2010   The Sleepless City  ( Desolation Angels ) EP  Digital Download
CDBABY / ITUNES
2010  MAX MEAZZA & SKIP BATTIN ( BYRDS ) Small Hand Big Heart
( Desolation Angels ) Digital Download
CDBABY / ITUNES
2011 MAX MEAZZA  Stormy Noir ( Desolation Angels ) CD
2014 MAX MEAZZA PAOLO FRESU TIZIANA GHIGLIONI
Complicated Life ( Remastered ) ( Desolation Angels )  Digital Download
CDBABY / ITUNES
2013 MAX MEAZZA & ROSSANA CASALE  Aquilone (Desolation Angels)
Digital Download  CDBABY / ITUNES
2014  MAX MEAZZA & PAOLO FRESU Nightime Call  (Desolation Angels)
Digital Download  CDBABY / ITUNES
2015  MAX MEAZZA & ROB TOGNONI Down and Dirty (Desolation Angels)
Digital Download CDBABY / ITUNES
2015  MAX MEAZZA Charlie Parker Loves Me  ( Desolation Angels ) CD
Featuring : MARC JORDAN / TONY O'MALLEY / MARK WINKLER
( P-Vine Records Japan ) CD
2016  MAX MEAZZA Watching Movies  (Desolation Angels)
Digital Download CDBABY / ITUNES
2017  MAX MEAZZA La Californie  ( Desolation Angels ) CD
Featuring : SHANNON CALLIHAN  / LEONARD WOLF / AMBER SWEENEY
2018  MAX MEAZZA Together Like A Car Crash (Desolation Angels) CD
Featuring : ALISA JOE ( Beyoncé ) / ALLIE KECK / ROB TOGNONI
2018  MAX MEAZZA Pascanel (Get Back Home) (Desolation Angels)
Digital Download CDBABY /ITUNES
2019 MAX MEAZZA  Imogene   (Desolation Angels)
Digital Download  CDBABY / ITUNES
2019 MAX MEAZZA There's A Better Way  (Desolation Angels)
Digital Download  CDBABY / ITUNES
2019 MAX MEAZZA  70' Dreams (Desolation Angels)
Digital Download CDBABY / ITUNES
2020 MAX MEAZZA 24 Ore EP  (Desolation Angels)
Digital Download CDBABY / ITUNES